# Рыцарь, паж и монах
 «Рыцарь, паж и монах»  — типичное антивоенное художественное произведение, созданное в 1951 году, в котором знаменитый испанский художник Пабло Пикассо желал продемонстрировать своё отношение к военным действиям и современной политике.
Создавая эту картину, он стремился назвать политиков «средневековыми детьми, играющими в свои, средневековые игры».
Эта картина была выполнена сразу в двух техниках: Литографии (Каменной гравюре) и Маслом на деревянной доске. Обе композиции стилизованы под средневековые книжные иллюстрации и фрески: отсутствие фронтально изображённых лиц, обратная перспектива и отображение значимости персонажа через размер, а в живописном произведении ещё и через цвет и контраст.

## Элементы картины

### Пажи
Пажи — самые яркие в цветовом и контрастном понятии персонажи на картине.
«Ближе всех» к зрителю находится паж в правом углу картины. Он символизирует не только сдерживаемые эмоции человека, провожающего рыцаря на войну, но и осознание того что он, неся копьё своими действиями обязывает рыцаря идти дальше. Как оруженосец он символизирует скорбь и ощущение беспомощности людей, выполнявших вспомогательные функции в армии — механики, медики, повара и шофёры, помогая другим, во время боевых действий всегда оставались в тени, несмотря на то, что они выполняли отнюдь не последнюю роль в сражениях, и рисковали своими жизнями ничуть не меньше.
Паж придерживает лошадь за хвост, что символизирует нечто среднее между попыткой не отставать от рыцаря и попыткой его приостановить. Однако лицо пажа не выдаёт даже намёка на страх — это не панический жест, а уверенное решение, кажущееся по лицу пажа единственно верным и правильным.
Второй паж (присутствует только на картине) смотрит вправо — не на врага, а на свою страну. Его взгляд наполнен заинтересованностью, что говорит о том, что он, возможно, скоро станет мародёром. Он символизирует подлость, хитрость и предательство множества личностей, как средневековых так и современных, наживавшихся на войне и отравляющим свои города и страны безразличием к другим, но не безразличием к себе. Во вторую очередь немаловажную роль играет его положение — слева от рыцаря, следовательно, он может символизировать также перебежчика и предателя, человека заботящегося только о себе и морально разложившуюся личность.

### Рыцарь
Рыцарь стал центральной фигурой не по значению, а по размещению, цвета и низкая контрастность его доспехов говорят о том что на современных войнах самыми яркими личностями являются далеко не солдаты а политики, которые их направляют на смерть как серую массу пушечного мяса. Его форма, значительно отдалённая от антропоморфной направлена на то, чтобы человек осознавал как люди видят солдат — когда они начинают видеть «машины для убийств» и перестают воспринимать их как людей. Кроме этого отдельные элементы рыцаря направлены на проявление его человеческой сущности — его испуганный взгляд из под шлема направлен на запад, что обозначает то что он буквально видит врага и осознаёт то что он волнуется за свою дальнейшую судьбу, а щит, который он не может поднять, говорит что рыцарь слаб.
Другой важный элемент — маска, находящаяся перед лицом рыцаря — возможно, что она надета как символ воина «сеющего смерть», однако она только больше проявляет страх рыцаря.

### Лошадь
Лошади на литографии и картине заметно отличаются по эмоциональному окрасу — на литографии лошадь изображена уставшей, а на картине — вдохновлённой. Но несмотря на это различие обе лошади являются старыми клячами, сминаемыми весом собственных доспехов. Они представляют собой намёк на современную военную технику, грозную на вид, но ненадёжную и часто представляющую опасность для тех, кто будет её использовать.

### Монах
Самый высокий персонаж в композиции — монах. На его лице можно увидеть смиренность. Судя по его местоположению в композиции, он не только находится глубоко в тылу, но и управляет всеми действиями (или является посредником между королём и исполнителями). Он очень невыгодно показывает короля или другого владыку, главенствующего над ним — одновременно выдавая его местоположение и дальность от происходящего, а также проявляет недоверие к владыке, просто отвернувшись и отведя от него глаза. Благословлял ли он рыцаря на войну или отдавал приказы доподлинно не известно, однако ясно то, что он делал это с явным нежеланием и неодобрением. Опущенный взгляд обозначает стыд и чувство вины, желание, но не возможность исправить ситуацию.

### Задний план
Город на заднем плане больше похож на детские кубики, что символизирует то, что на войнах часто жертвуются бесценные человеческие жизни. Их приносят в жертву, дабы защитить весьма сомнительные ценности, чаще всего материальные. Несмотря на кажущуюся простоту, художнику удалось показать спокойное вечернее безоблачное небо, на котором, как будто, скоро зажгутся звезды. Эта атмосфера спокойствия ещё глубже оттеняет то, что пытался показать Пикассо в этой картине.

## История
Пабло Пикассо создал полотно и серию литографий в 1951 году, активно поддерживая антивоенную пропаганду. Несмотря на то, что в общей сложности эту работу причисляют к «Позднему творчеству Пикассо» она является частью особого, послевоенного периода. Рядом с военной «Герникой» эта работа отличается небывалым спокойствием, а литография почти дошла до идеала по меркам Пикассо — максимальной передачи идеи через минимум линий. Чуть позже он достиг этого в «Голубе мира».

## Цель и задача
Задача этого произведения — показать цену любой войны, вооружённого конфликта и конфликта в целом. Как и во множестве других картин того же времени художник ставит своей задачей сообщить миру о тех безвыходных и негуманных рамках человечества благодаря которым мы жертвуем собой и своими близкими ради того чтобы наших врагов стало меньше а богатств тех кто выживет стало больше. Эта картина показывает то, что нас заставляют защищать и отстаивать — средневековые игрушки средневековых детей, играющих в средневековые игры. И некоторые согласны с этой участью. Некоторые не разделяют этого решения, но повинуются. А все оставшиеся способны думать только о себе. Других вариантов никому предложено быть не может.

## Местонахождение
На данный момент картина находится в музее Пикассо в Париже, в котором насчитывается более 140 картин. Литографическая матрица также находится в частной коллекции музея, однако его отпечатки можно приобрести на нескольких аукционах. Известно ещё о нескольких вариантах литографий, однако они являются исключительно промежуточными (как в случае с серией быков), но их отпечатки также попадают на множество аукционов.